# 珠灰蝶属
珠灰蝶属（学名：Iratsume）是灰蝶科的一属。

## 下属物种
本属包括以下物种：
- 珠灰蝶 Iratsume orsedice (Butler, 1881)